# Musée Amos Rex
Amos Rex (finnois : Amos Rex taidemuseo, suédois : Amos Rex konstmuseum ) est un musée d'art ouvert en 2018.
Il est situé au Lasipalatsi rue Mannerheimintie à Helsinki en Finlande. Il est le successeur du musée Amos Anderson qui a fonctionné de 1965 a 2017.

## Le musée Amos Anderson de 1965 à 2017
Le musée Amos Anderson (finnois : Amos Andersonin taidemuseo, suédois : Amos Andersons konstmuseum) est un musée situé rue Yrjönkatu, à Helsinki en Finlande.
Le musée est fondé en 1965 par Amos Anderson éditeur du journal Hufvudstadsbladet et un mécène actif de l'art.
Le musée ouvre en 1965. 
Conçu par Wäinö Gustaf Palmqvist en 1913, Le bâtiment est un immeuble d’habitation dans lequel Amos Anderson a habité. 
Au début, le musée n’occupe que l’étage le plus bas du vieil immeuble d’habitation ainsi que l’ancien appartement d'Amos Anderson, situé au dernier étage.
Une partie de l'ancienne collection est exposée au musée dans les anciens bureaux et le salon d'Amos Anderson et au musée Söderlångvika (sv) à Dragsfjärd.

## Collections et expositions
Le musée est spécialisé dans l'art finlandais des XXe et XXIe siècles. 
Les œuvres les plus anciennes proviennent de la collection personnelle de Amos Anderson. 
Le musée organise aussi des expositions temporaires. 
Dans ses acquisitions le musée se concentre sur l'art moderne et l'art contemporain. Les collections du musée comprennent environ 6 000 œuvres, peintures, dessins, graphismes et photographies ainsi que des œuvres textiles, des meubles et des objets en verre ou en céramique.
L'une des collections est spécialisée dans l'art sacré européen. Le musée a reçu plusieurs récompenses.
Pour l'ouverture du musée en 2018, teamLab a présenté le projet Massless.

## Amos Rex
En septembre 2013, la fondation Konstsamfundet, qui gère le musée Amos Andersen, annonce son intention de construire un nouveau musée d'art à Helsinki.
La municipalité lui propose de construire le nouveau musée en partie dans le Lasipalatsi occupée par le cinéma Rex et que ses salles d'exposition soient bâties sous la place Lasipalatsiaukio qui occupe l'espace entre le Lasipalatsi et la caserne de Turku.
La Konstsamfundet financera en totalité le coût des travaux estimé initialement à 50 millions d'euros.
La conception et la construction ont duré près de trois ans.
L'objectif du musée est d'accueillir environ 100 000 visiteurs par an.

## Prix
Le musée a reçu le prix RIL en 2011.

## Photographies de l'Amos Rex

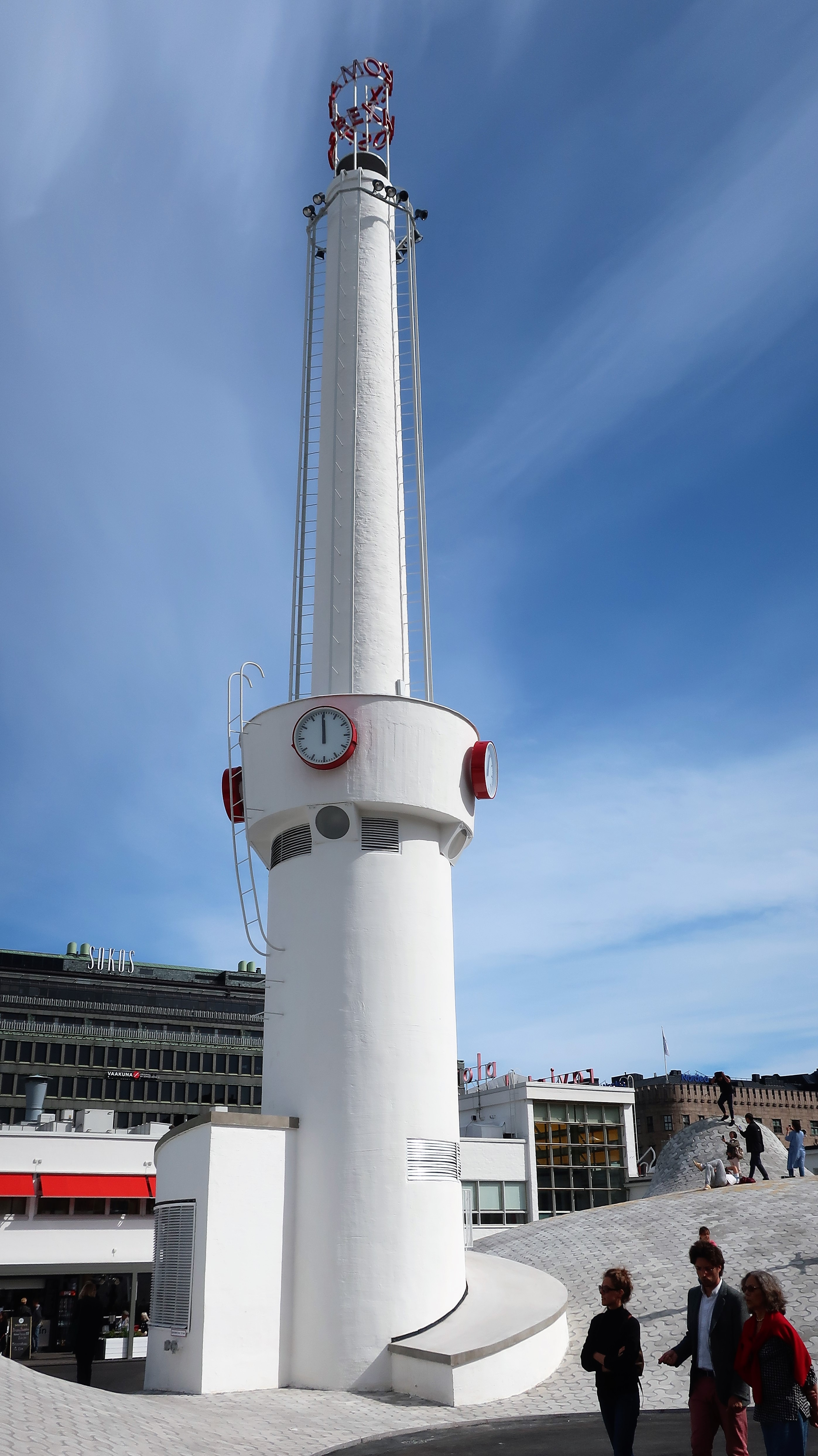
Ancienne cheminée.
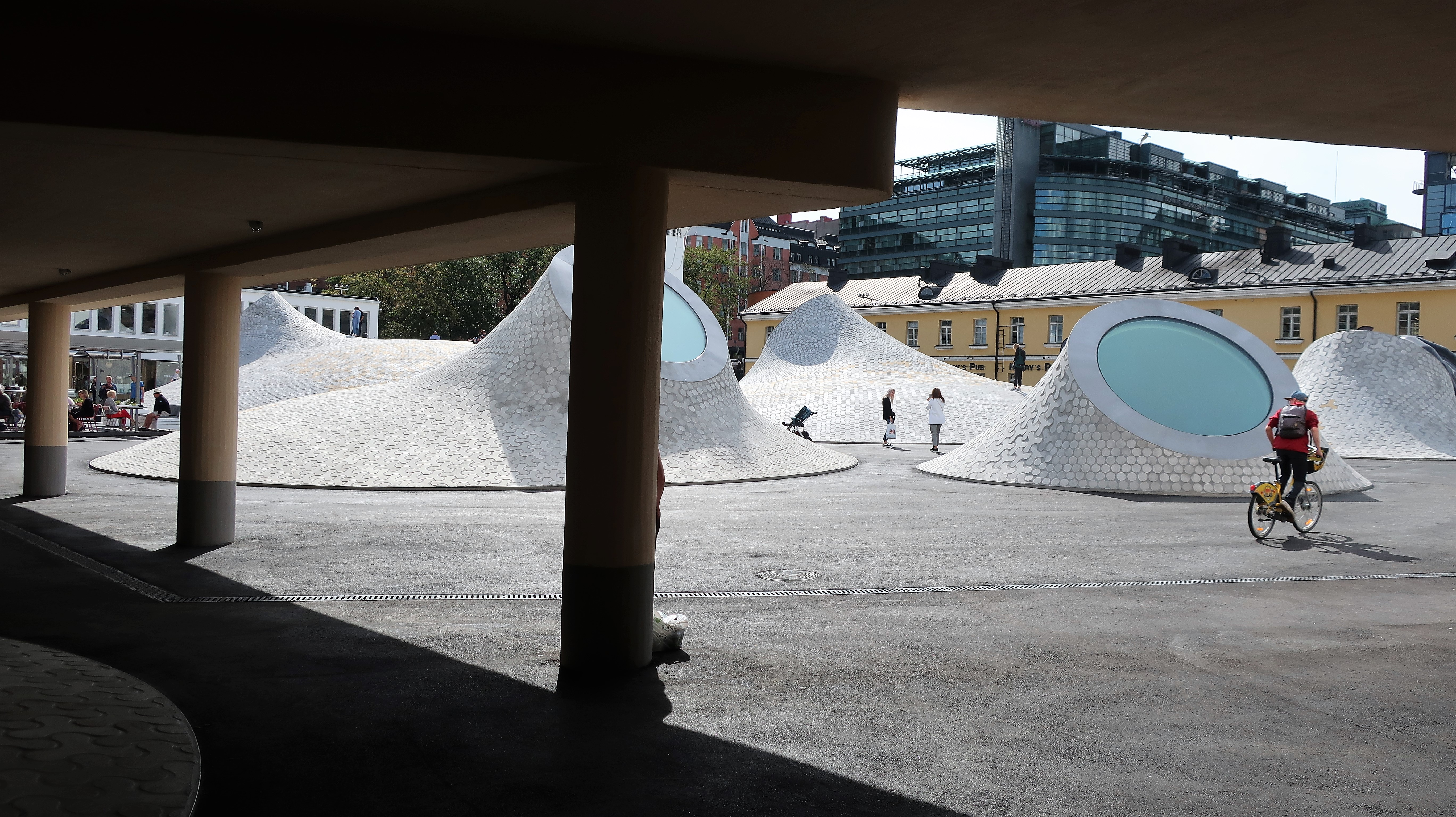
Place Lasipalatsiaukio à l'arrière du Lasipalatsi.
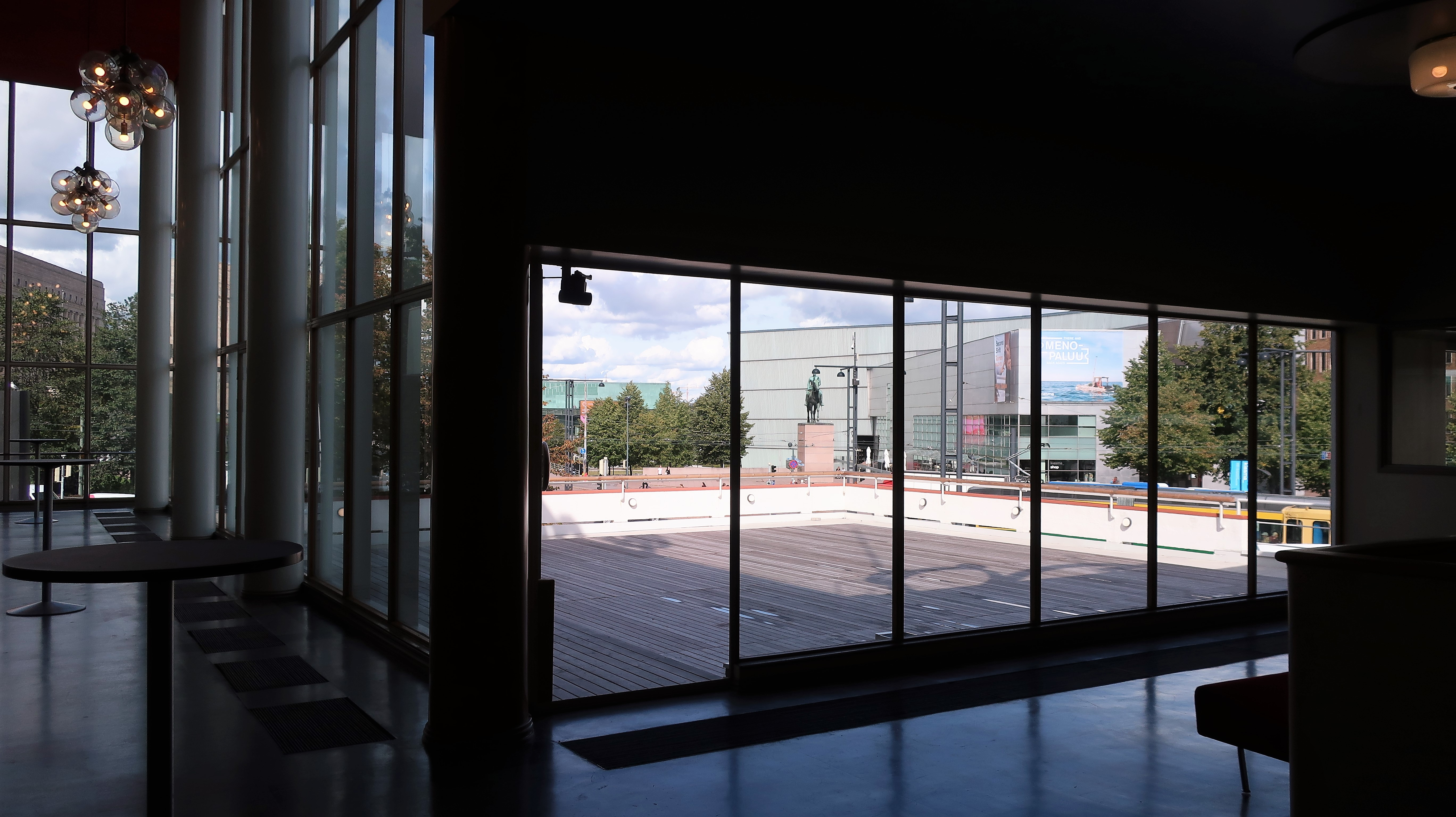
Fenêtres et balcon du troisième étage.
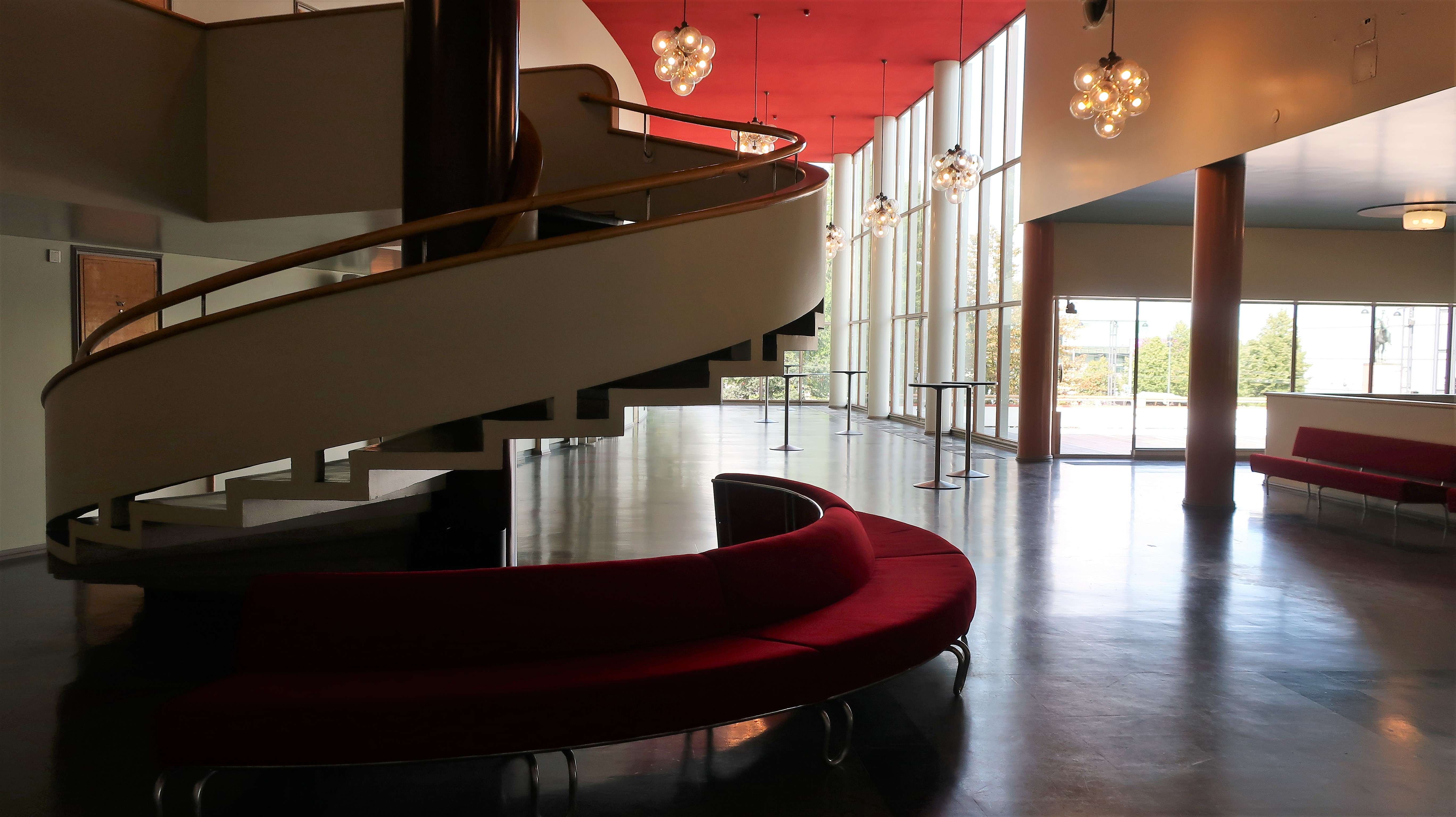
Couloir du dernier étage.
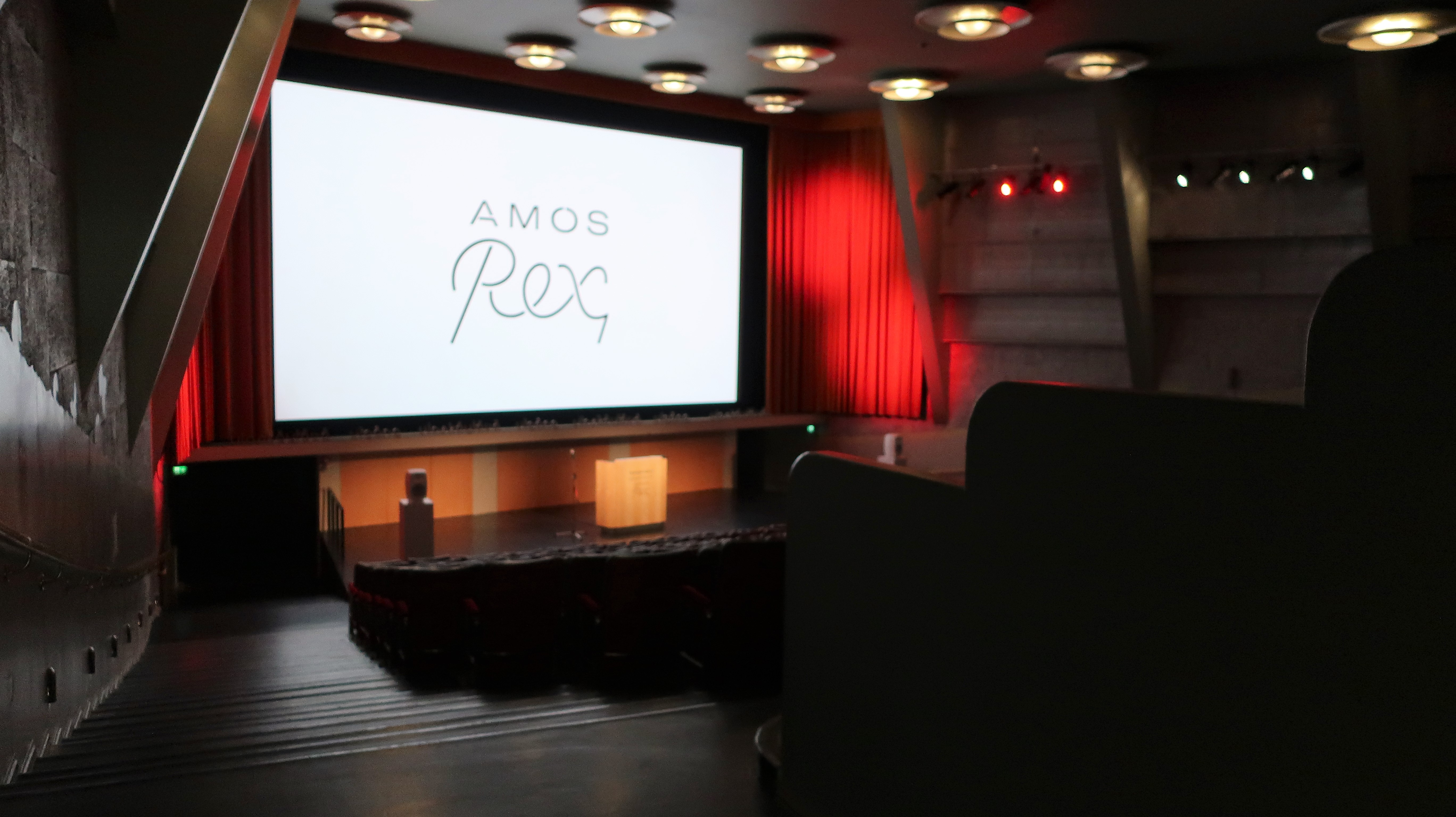
Cinéma de l'Amos Rex.
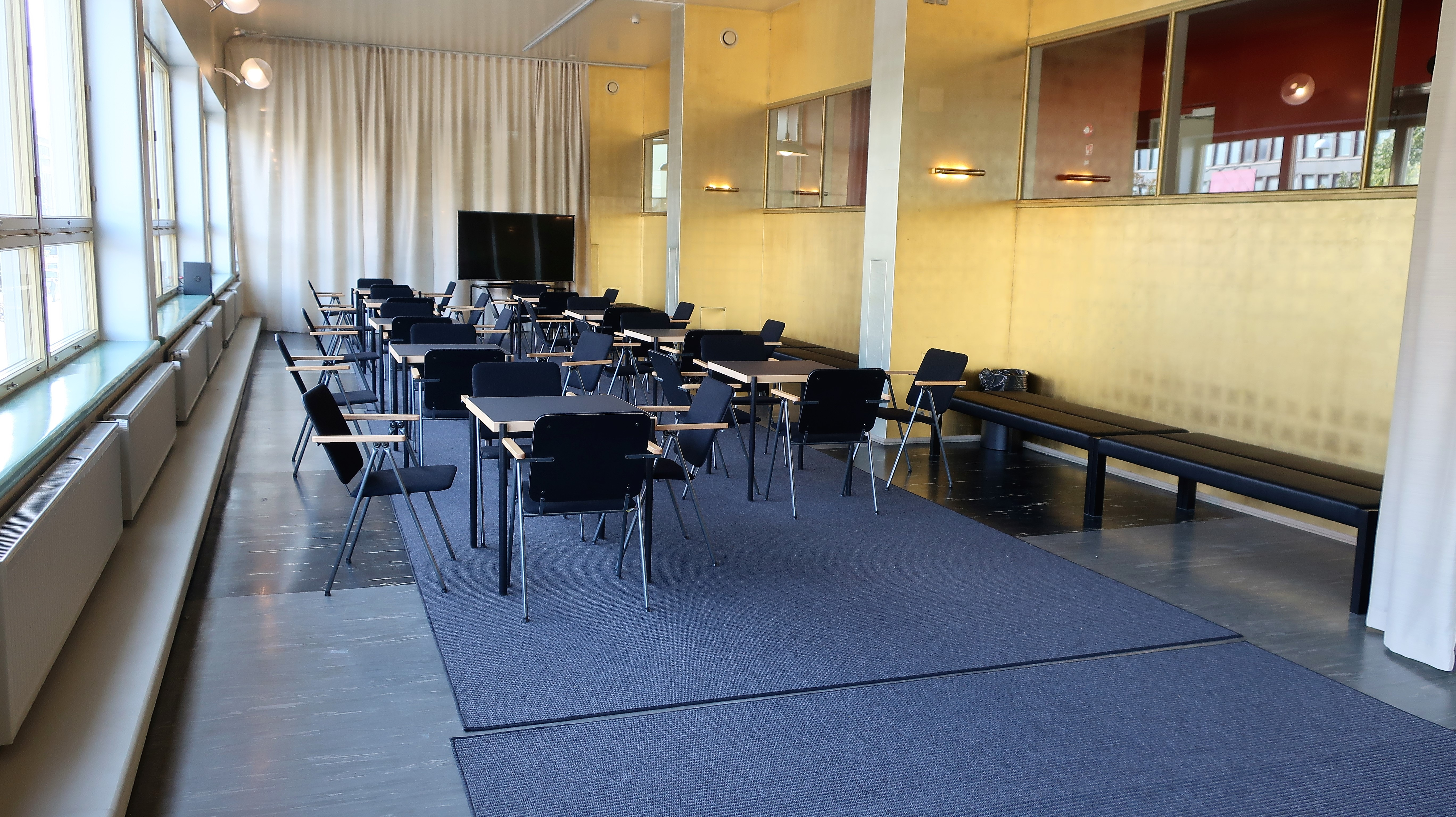
Dernier étage.
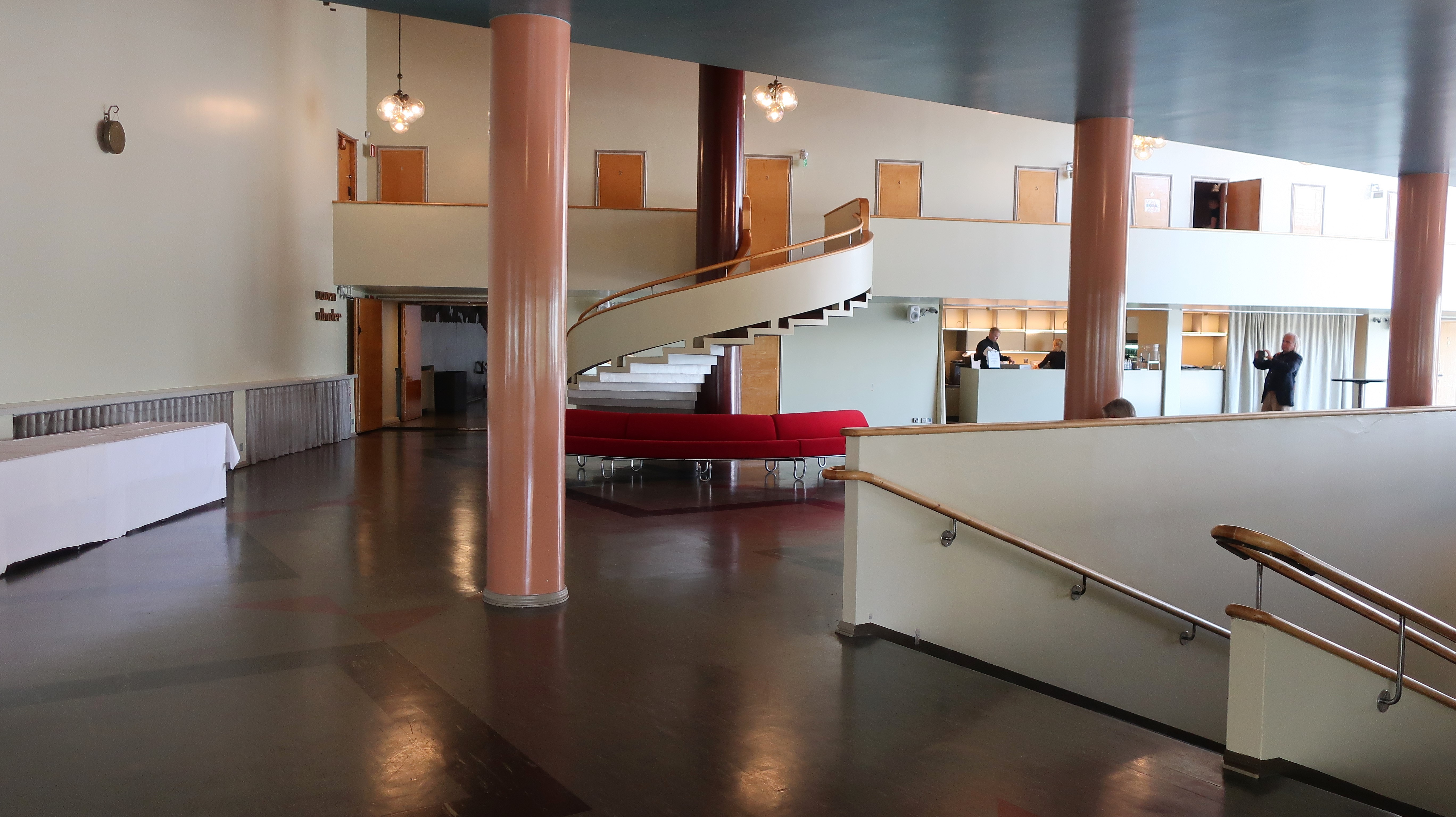
Hall.
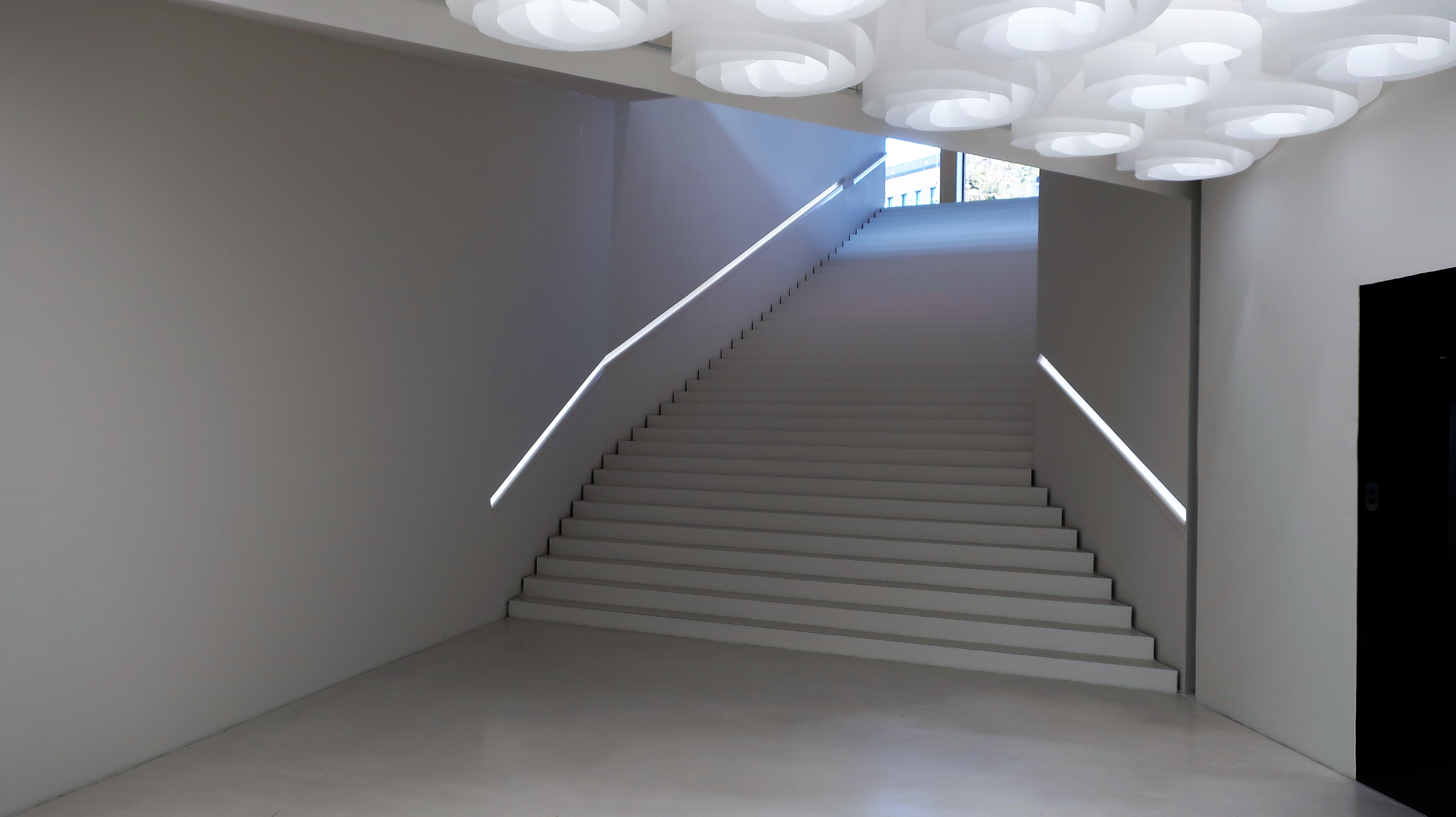
Escaliers vers les salles d'exposition.
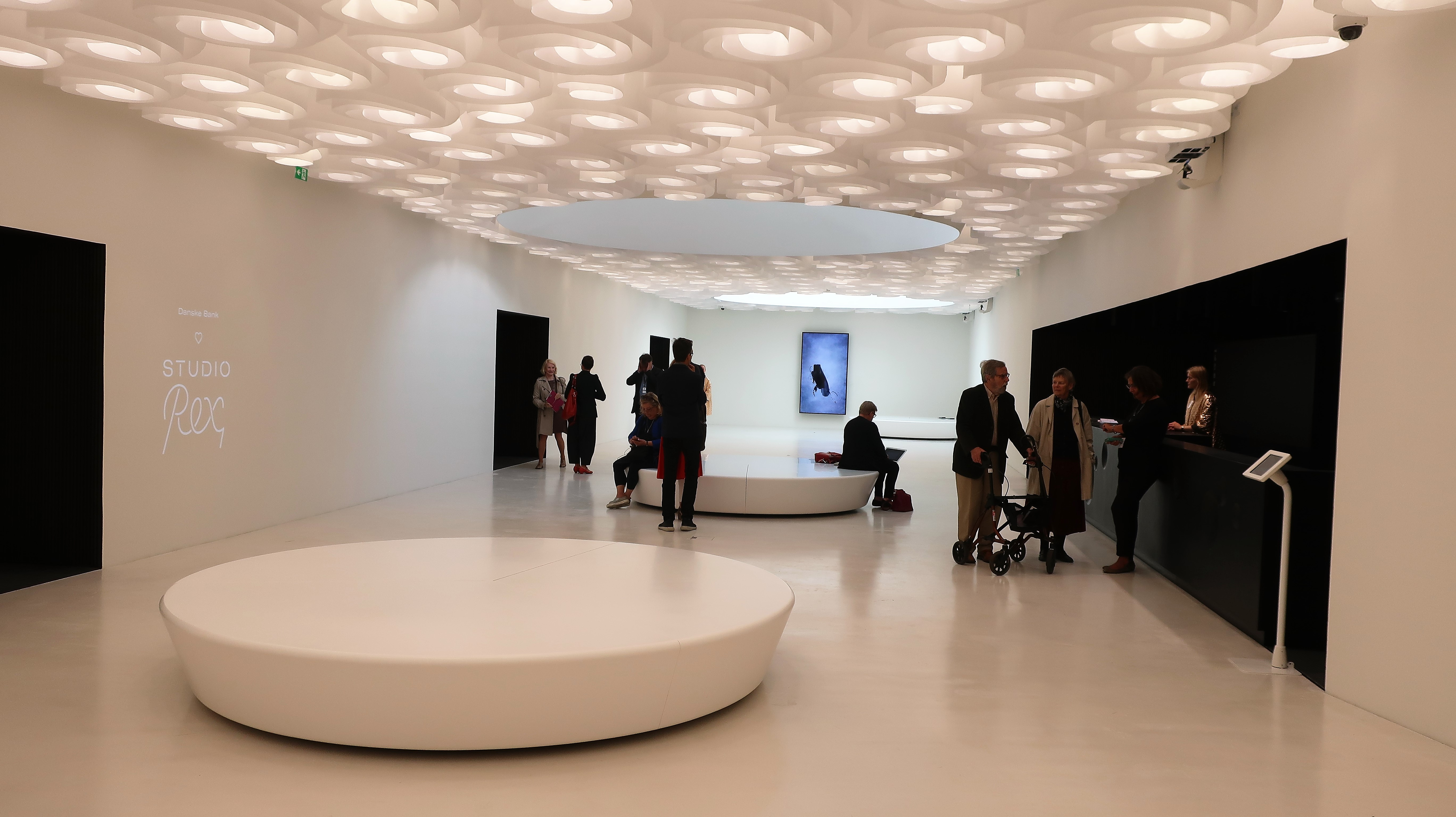
Salle d'exposition.